# 艾弗瑞·莱德尔
伊夫里·利德尔（希伯來語：‎，1974年2月10日—）是一位以色列流行歌手 ，也是双人乐队The Young Professionals的成员。他是以色列音乐界最卖座的当代成人音乐艺术家之一。自1990年代在以色列出道后，他先后被以色列全国性及地方电台评为年度最佳男歌手，售出超过20万张唱片。
伊夫里自2013年起开始在以色列选秀节目以色列版X音素中担任评委。

## 早年生活
伊夫里·利德尔出生于以色列Givat Haim，是家中的第三个孩子。他的父亲是从阿根廷移民到以色列的犹太人，母亲来自波兰华沙犹太区，是第二次世界大战中犹太大屠杀的幸存者。五岁时，伊夫里全家搬到了巴特亚姆，一年后又搬到海尔兹利亚。他的母亲是位服装设计师，为Batsheva舞蹈公司设计舞衣，父亲是一名商人，父母在其年幼时离异。伊夫里小时候体格健硕，被认为是天生的篮球运动员。现在他酷爱三项全能运动，并喜欢摄影。
高中时期，伊夫里加入了乐队“Kach Osot Kulan”（人人都这样），并且在特拉维夫的Roxanne俱乐部演出。

## 音乐生涯
伊夫里发行过多张专辑，并曾为数部以色列电影作曲。他是电影《我的军中情人》主题音乐的创作人。